# ロクニシコージ
ロクニシコージは、日本の漫画家。京都府綴喜郡田辺町（現・京田辺市）出身。

## 経歴
19歳でちばてつや賞を受賞。1996年、20歳の時に『今ニャン時ニャン分ニャン秒』で『ヤングマガジン増刊赤BUTA』にてデビュー。主な作品に『すべてに射矢ガール』や『こぐまレンサ』がある。
『こぐまレンサ』以後には漫画作品の発表はないが、2009年当時、吉田アミのホラー・ファンタジー小説『雪ちゃん』シリーズの表紙絵と挿絵を担当していた。2020年7月にヤングマガジン40周年記念寄せ書きにイラストを寄稿したことで、長らく不明だった安否が確認された。2022年10月、Twitterに本人名義でアカウントを開設した他、noteにて約20年ぶりとなる新作漫画を発表している。

## 作品リスト
- すべてに射矢ガール（週刊ヤングマガジン、講談社、全5巻）
- こぐまレンサ（週刊ヤングマガジン、全2巻・完全版全1巻）